# Colditz (hrad)
Hrad Colditz (německy Schloss Colditz) je renesanční hrad ve městě Colditz nedaleko Lipska, Drážďan a Saské Kamenice ve spolkové zemi Sasko v Německu. Hrad se nachází mezi městy Hartha a Grimma na kopci nad řekou Cvikovská Mulda. Jeho hradní park v roce 1523 přeměněn na jeden z největších a zvěřinců v Evropě.
Hrad je známý i jako sídlo Oflag IV-C, zajateckého tábora pro „nenapravitelné“ spojenecké důstojníky, kteří se během druhé světové války opakovaně pokoušeli o útěk z jiných táborů.

## Původní hrad
V roce 1046 dovolil Jindřich III. Černý místním obyvatelům vybudovat zde osadu. Roku 1083 Jindřich IV. přiměl markraběte Wiprechta Grojčského, aby tam vybudoval opevnění. Roku 1158 císař Fridrich I. Barbarossa učinil Thima I. „pánem hradu Colditz“ a začaly velké stavební práce. Okolo roku 1200 bylo založeno tržní město. Kromě již existujících slovanských vesnic Zschetzsch, Zschadraß, Zollwitz, Terpitzsch a Koltzschen v oblasti vznikaly další osady, zejména větší vesnice Hohnbach, Thierbaum, Ebersbach a Tautenhain.
Ve středověku byl hrad opěrným bodem německých císařů a centrem říšského regionu Pleissenland. Kolem roku 1404 tu skončila téměř 250letá vláda dynastie pánů z Colditze, když Thimo VII. hrad Colditz prodal za 15 000 stříbrných marek Wettinům.
V důsledku rodinné dynastické politiky bylo město Colditz začleněno do Míšeňského markrabství. V roce 1430 na Colditz zaútočili husité a vypálili město i hrad. Kolem roku 1464 byly provedeny renovace a nové stavební úpravy hradu na příkaz Arnošta Saského, který na hradě Colditz v roce 1486 zemřel. Za vlády Fridricha III. Habsburského a Jana Vytrvalého byl Colditz rezidencí saských kurfiřtů.

## Rekonstrukce

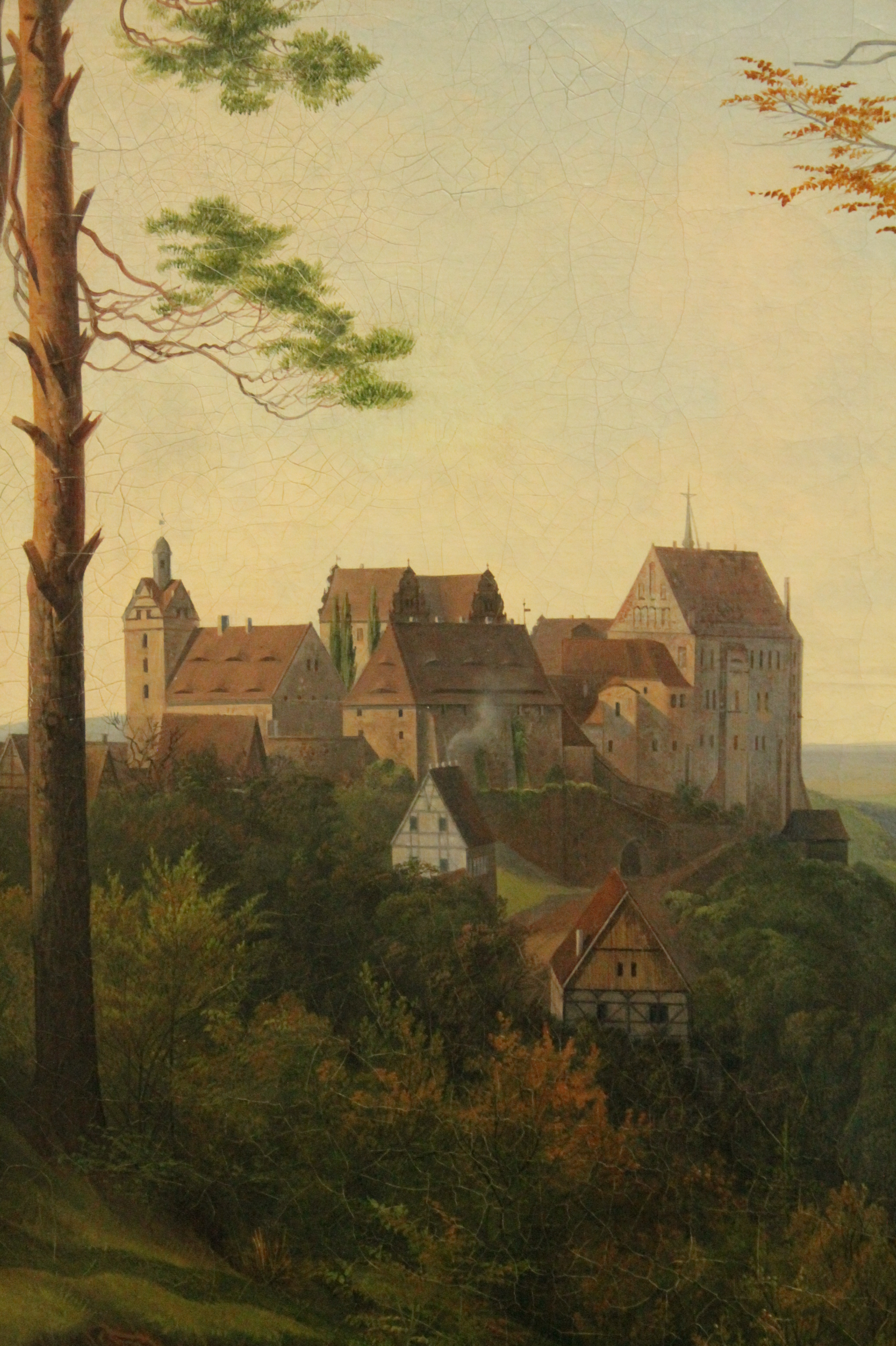
Hrad Colditz roku 1882

Roku 1504 sluha Clemens (pekař) Colditz nedopatřením zapálil a vyhořela radnice, kostel, hrad a velká část města. Během roku 1506 začala přestavba a kolem zadního zámeckého nádvoří vyrostly nové budovy. Roku 1523 byl zámecký park přeměněn na jeden z největších zvěřinců (předchůdců zoologických zahrad) v Evropě. Roku 1524 začala přestavba horních pater hradu.
Za dlouhé vlády kurfiřta Augusta Saského (1553–1586) byl hrad v letech 1577 až 1591 přestavěn na renesanční zámek. Na přestavbu dohlíželi architekti Hans Irmisch a Peter Kummer. Později na zámku působil malíř Lucas Cranach mladší.
Z roku 1584 portál portál zámecké kaple Nejsvětějsí Trojice z rochlitzského porfyru (ryolitový tuf), bohatě manýristicky zdobený Andreasem Waltherem II. a byla upravena i sama kaple. Brzy poté se objekt stal sídlem správního úřadu a loveckým zámečkem. Roku 1694 jej tehdejší majitel, král August II. Silný, začal rozšiřovat, a vzniklo tak druhé nádvoří a objekt měl celkem 700 místností.

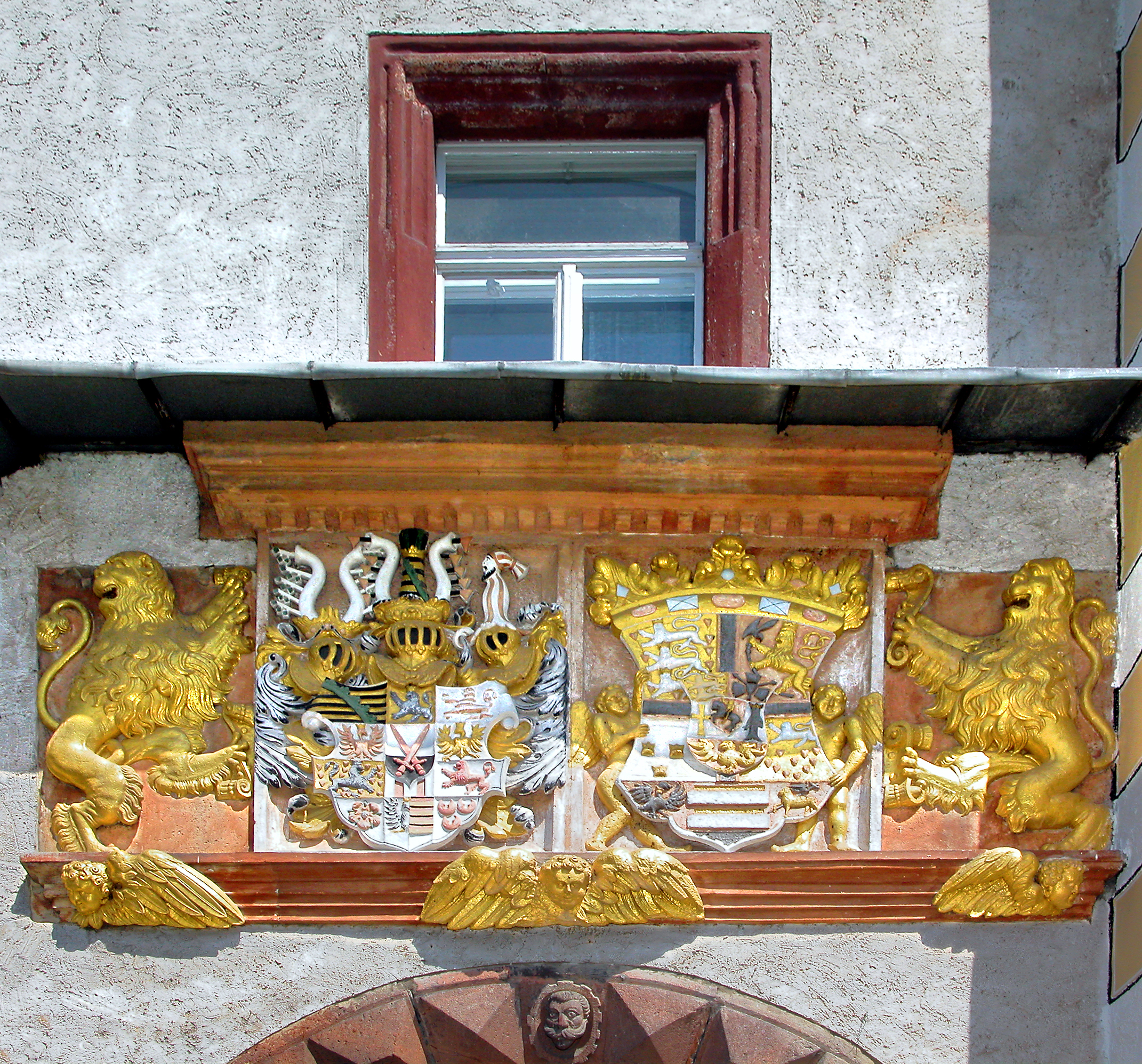
Erb Augusta Saského a jeho manželky Anny Dánské nad bránou do vnějšího nádvoří

## Chudobinec a blázinec
V 19. století byla kaple přestavěna v neoklasicistním stylu, s čímž se její stav zhoršil. Kurfiřt Fridrich August III. Saský objekt využíval jako chudobinec, špitál a věznici. Tomuto účelu sloužil v letech 1803 až 1829, kdy ve Cvikově vznikl nový chudobinec. Roku 1829 se zámek stal léčebnou pro „nevyléčitelně duševně nemocné“. V roce 1864 byla na místě, kde se dříve nacházely stáje a pracovní ubikace, postavena nová budova nemocnice v novogotickém stylu. Ta zůstala ústavem pro duševně choré až do roku 1924.

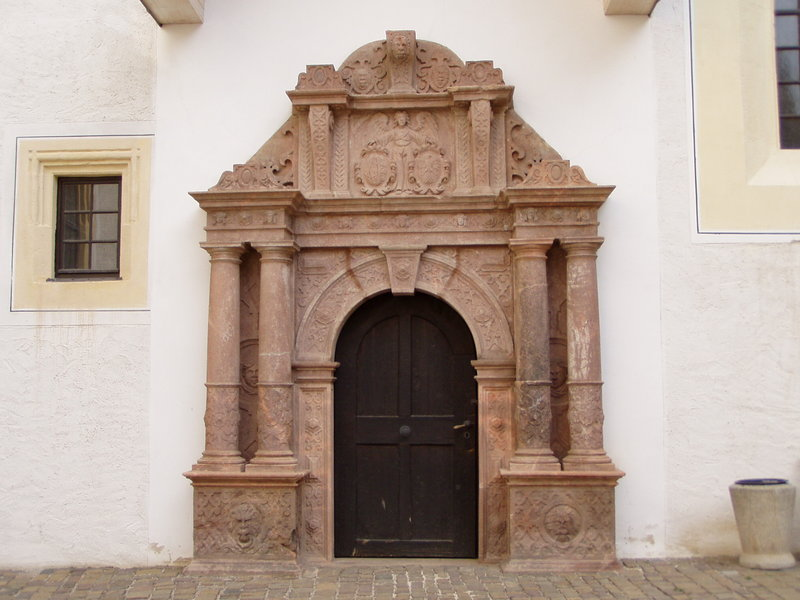
Manýristický portál kaple vytvořený Andreasem Waltherem II roku 1584

Téměř 100 let, od roku 1829 do roku 1924, bylo zámku i sanatorium určené hlavně pro bohaté a šlechtu. V letech 1914 až 1918 byli zámku kromě psychiatrických pacientů také lidé s tuberkulózou, z nichž 912 zemřelo na podvýživu. Zdejší blázinec měl za dlouhou dobu svého trvání i několik známých pacientů, například Ludwiga Schumanna, druhého nejmladšího syna skladatele Roberta Schumanna, a Ernsta Baumgartena, jednoho z vynálezců vzducholodě.

## Vězení a zajatecký tábor

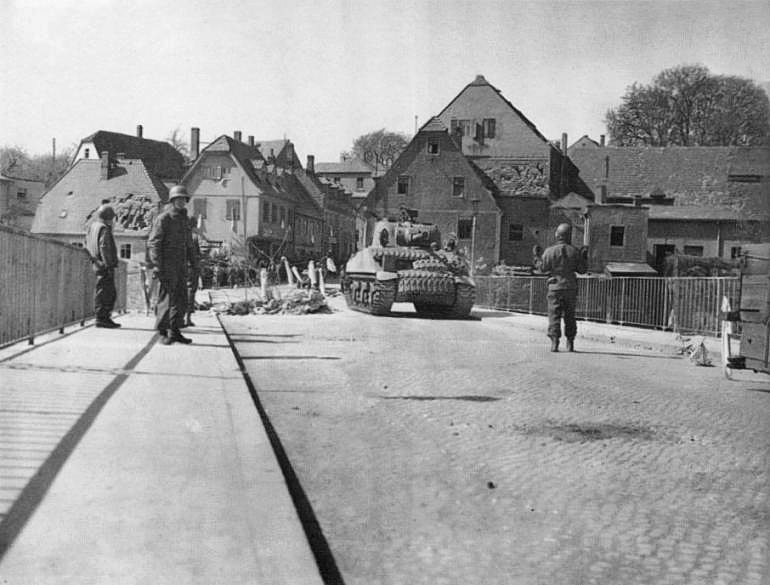
Most v Colditzi roku 1945 po obsazení města americkou armádou

Když nacisté v roce 1933 získali moc, drželi na zámku politické vězně jako komunisty, homosexuály, Židy a další lidi, které považovali za nežádoucí. Počínaje rokem 1939 tam byli umístěni spojenečtí váleční zajatci. Po vypuknutí 2. světové byl hrad přeměněn na zajatecký tábor se zvýšenou ostrahou pro důstojníky, kteří se byli hodnoceni jako bezpečnostní riziko, mohli se pokusit o útěk, nebo byli považováni za zvláště nebezpečné. Vzhledem k tomu, že hrad stojí na skalnatém výběžku nad řekou Mulda, Němci věřili, že je ideálním místem pro věznici s vysokým stupněm ostrahy.
Větší vnější dvůr před Kommandantur (kanceláří velitele) měl pouze dva východy a byla v něm početná německá posádka. Vězni žili na přilehlém dvoře v 27 metrů vysoké budově. Ubikace vězňů byly neustále sledovány ozbrojenými hlídkami a obehnány ostnatým drátem. Vězení bylo pojmenováno Oflag IV-C (důstojnický zajatecký tábor 4C) a bylo provozováno Wehrmachtem.

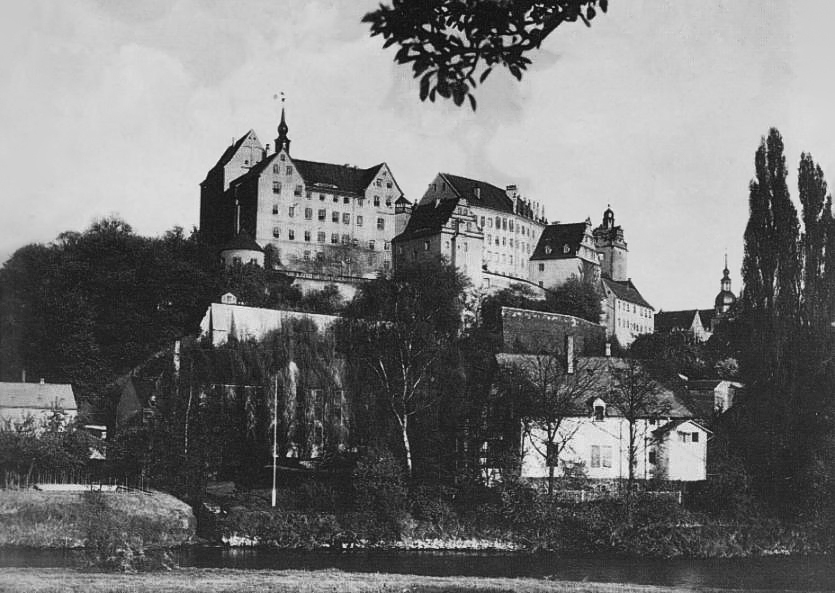
Zámek Colditz v dubnu 1945; fotografie pořízená vojákem americké armády

Původně zde bylo váleční zajatci z mnoha různých zemí, včetně Polska, Francie, Belgie, Nizozemska a Kanady, ale v květnu 1943 se vrchní velení Wehrmachtu rozhodlo tábor vyhradit pouze pro britské a americké důstojníky.
Prvními britskými vězni tábora byla od 7. listopadu 1940 tzv. Laufenská šestka, sem přemístěná po svém prvním pokusu o útěk z tábora Oflag VII-C v Laufenu.
Ačkoli šlo o věznici s vysokou ostrahou, měla jeden z největších počtů úspěšných pokusů o útěk. Snad to bylo způsobeno povahou vězňů, kteří sem byli posláni; většina z nich se již dříve pokusila o útěk z jiných věznic a byli převezeni do Colditz, protože Němci považovali hrad za uhlídatelný.

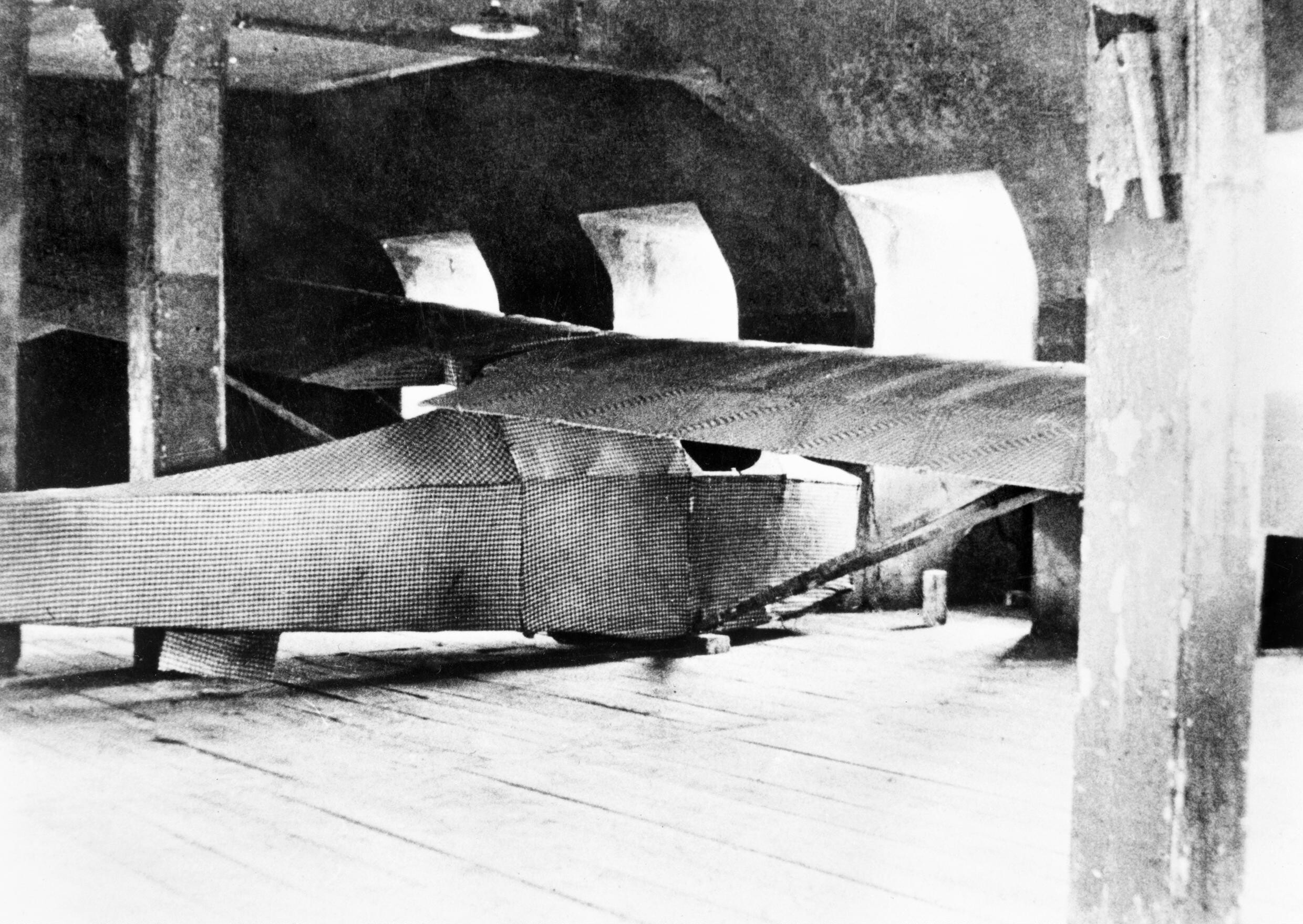
Jediná fotografie původního kluzáku „Cock“, pořízená 15. dubna 1945

Jeden únikový plán dokonce zahrnoval kluzák „Colditz Cock“ který byl postaven a uchováván v odlehlé části hradního podkroví v zimě 1944–1945. Kluzák nebyl nikdy použit, protože tábor byl osvobozen nedlouho po jeho dokončení. Po osvobození byl však kluzák snesen ze skryté dílny na půdu pod ním a smontován, aby ho vězni viděli. Americká válečná zpravodajka Lee Carson Reevesová, přidělená k operační skupině, která osvobodila hrad, 15. dubna 1945 pořídila jedinou fotografii dokončeného kluzáku v podkroví. Nějakou dobu po válce byl kluzák považován za mýtus či legendu, protože nebyl dostupný žádný důkaz o jeho existenci a Colditz tehdy byl v sovětské okupační zóně. Bill Goldfinch si však vzal domů kresby, které vytvořil při navrhování kluzáku, a když se konečně objevila fotografie, příběh začal být brán vážně.

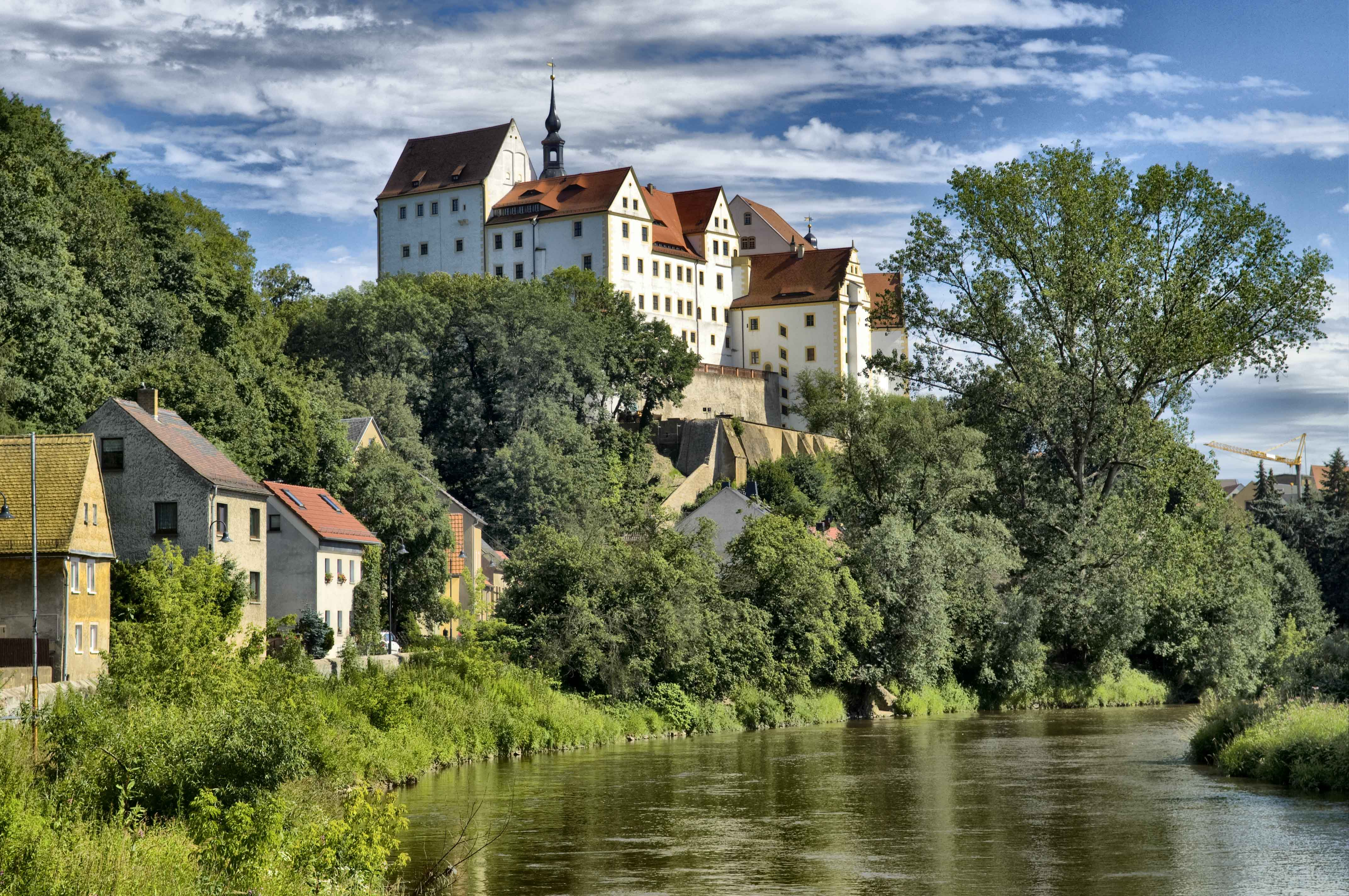
Hrad Colditz v roce 2011

Během roku 1999 si britská televizní společnost Channel 4 Television objednala plnohodnotnou repliku kluzáku, kterou postavila společnost Southdown Aviation Ltd. na letišti Lasham Airfield přesně podle Goldfinchových kreseb. Za účasti několika bývalých válečných zajatců, kteří pracovali na originálu, byla replika roku 2000 testována v RAF Odiham. Plán útěku mohl fungovat. V roce 2012 pověřil Channel 4 tým inženýrů a tesařů, aby postavil další repliku kluzáku v plné velikosti přímo na hradě Colditz a vypustil jej (bez posádky) ze stejné střechy, z jaké měl letět originál. Rádiem řízená replika se bezpečně dostala přes řeku a přistála na louce o 180 metrů níže.
Kapitán Patrick R. Reid, který úspěšně utekl z Colditz v roce 1942, napsal několik prací o životních podmínkách a různých pokusech o útěk z hradu v letech 1940 až 1945. Na počátku 70. let 20. století působil jako technický konzultant pro televizní seriál Colditz od BBC (1972), ve kterém vystupovali David McCallum, Edward Hardwicke a Robert Wagner.
Během posledních dnů zajateckého tábora v Colditz bylo na příkaz Himmlera mnoho jeho prominentních vězňů převezeno do Laufenu. V dubnu 1945 do města Colditz vstoupily americké jednotky a po dvoudenním boji 16. dubna 1945 dobyly hrad. V květnu 1945 začala sovětská okupace Colditz. Podle dohody na Jaltské konferenci se region stal součástí východního Německa. Vláda proměnila hrad Colditz na vězení. Později byl hrad domovem pro seniory a pečovatelským domem, působila zde nemocnice a psychiatrická klinika. Dlouhá léta po válce opraváři nacházeli zapomenuté úkryty a tunely, například rozhlasovou místnost zřízenou francouzskými válečnými zajatci, která byla poté znovu opuštěna, aby byla znovu objevena přibližně po dvaceti letech.

### Významní zajatci
- Gp Capt Douglas Bader, letecké eso RAF, pacient s dvojitou amputací a předmět dokumentární knihy a filmu Reach for the Sky
- Capt Micky Burn, komando č. 2, novinář a spisovatel
- poručík Charles Hope, 51 (Highland) divize, 3. markýz z Linlinthgow
- 2Lt Desmond Llewelyn, Royal Welch Fusiliers, později známý jako herec hrající Q v 17 filmech o Jamesi Bondovi
- poručík Airey Neave, královské dělostřelectvo, později podplukovník a konzervativní poslanec
- podplukovník David Stirling, zakladatel SAS
- kapitán Charles Upham VC, Medal bar, 2 prapor, jediný bojující voják, který byl dvakrát oceněn Viktoriiným křížem
- kapitán Pat Reid, RASC, jeden z Laufen Six
- plukovník William Schaefer, americká armáda
- Gen Tadeusz Bór-Komorowski, velitel polské podzemní armády
- Gen Jean Flavigny, významný velitel tanku z bitvy o Francii
- Gen Georges Bergé, spoluzakladatel Special Air Service
- Flt Lt Josef Bryks, český pilot, účastník Velkého útěku, před kterým se třikrát pokusil o útěk

## Současnost

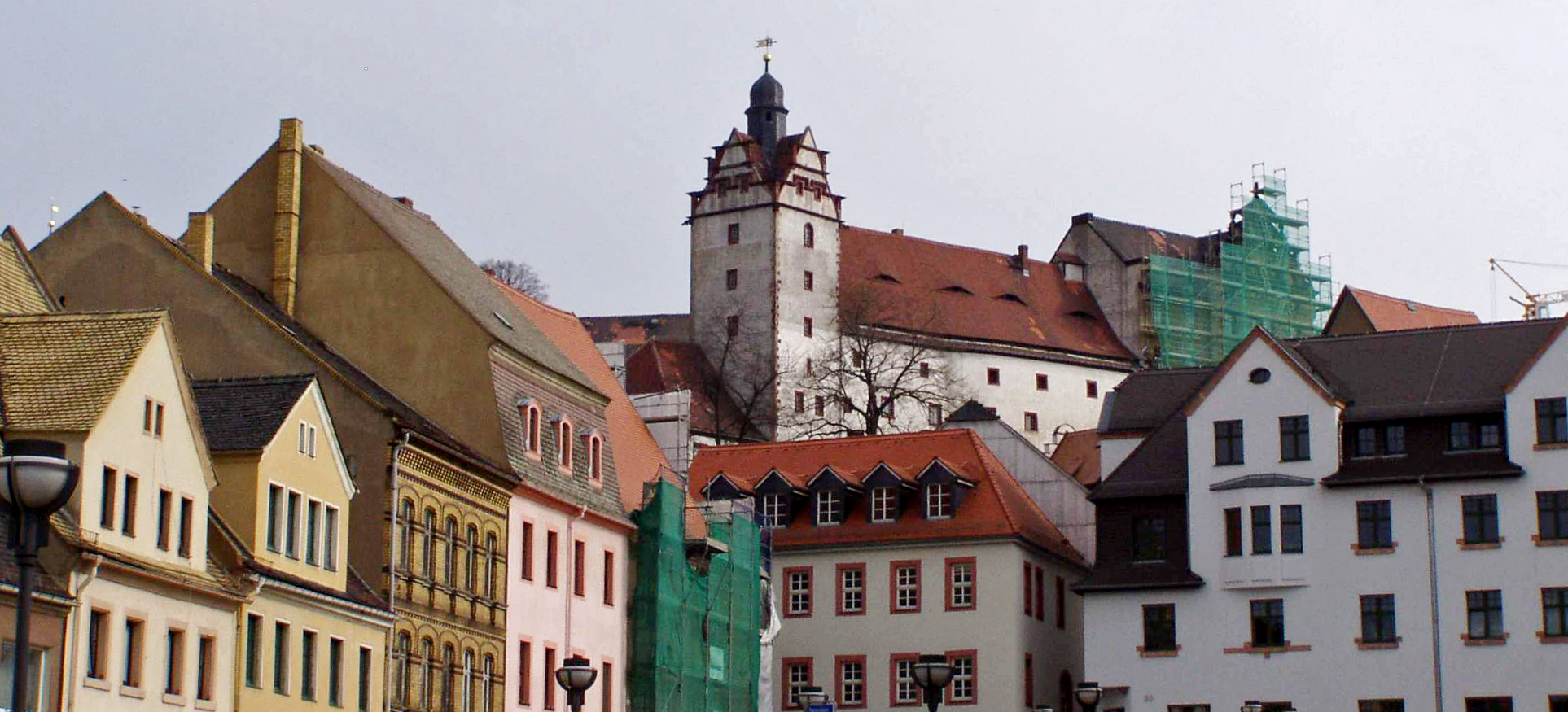
Lešení na hradě při rekonstrukci roku 2005

V letech 2006 až 2007 prošel hrad rozsáhlou rekonstrukcí a restaurováním na náklady spolkové republiky Sasko. Byl obnoven vzhled hradu před 2. světovou válkou.
Na hradě je nyní muzeum a prohlídkový okruh, kde lze vidět některé z únikových tunelů, které během války vybudovali váleční zajatci. Kaple byla zrestaurována do své předválečné podoby se skleněnými panely vloženými do podlahy, jež ukazují únikový tunel vykopaný francouzskými zajatci.
Vnější nádvoří a bývalé německé velitelství (Kommandantur) byly přeměněny na mládežnický hostel a kanceláře spolku Gesellschaft Schloss Colditz eV (historický spolek zámku Colditz, založený v roce 1996).